# 黄金鸭嘴草
黄金鸭嘴草（学名：Ischaemum aureum）为禾本科鸭嘴草属下的一个种。

## 扩展阅读
- 維基物種上的相關：黄金鸭嘴草